# سباستین کوبلی
سباستین کوبلی (انگلیسی: Sebastián Cobelli؛ زادهٔ ۲۰ ژانویهٔ ۱۹۷۸) بازیکن فوتبال اهل آرژانتین است.
از باشگاه‌هایی که در آن بازی کرده‌است می‌توان به باشگاه فوتبال نانت، باشگاه فوتبال لوتسرن، باشگاه فوتبال نیولز اولد بویز، باشگاه فوتبال جنوآ، باشگاه فوتبال چونگ‌کینگ دنگ‌دای لیفان، و باشگاه فوتبال اتلتیکو هوراکان اشاره کرد.